# Перегудов, Сергей Петрович
Серге́й Петро́вич Перегу́дов (9 января 1925 — 31 октября 2021) — советский и российский историк, политолог, доктор исторических наук (1977), профессор.

## Биография
В январе 1943 года был призван в армию и направлен в Военно-авиационную школу авиационных механиков (г. Иркутск). После окончания школы был направлен для работы техником по ремонту самолётов на военный аэродром г. Энгельса, где была расквартирована его воинская часть. Занимался ремонтом, восстановлением и испытаниями боевой техники, пострадавшей в военных действиях. В Энгельсе прослужил механиком до августа 1950 года.
Осенью 1950 года поступил на исторический факультет Саратовского университета, через два года перевелся в МГУ им. М. В. Ломоносова В 1955 году окончил исторический факультет МГУ по кафедре новой и новейшей истории. После окончания
университета по распределению уехал на Алтай, работал преподавателем истории и математики сельскохозяйственного техникума.
С 1959 года работал в Институте мировой экономики и международных отношений (ИМЭМО). В 1964 году защитил кандидатскую диссертацию по теме: «Лейбористская партия Великобритании и антивоенное движение в конце 1950-х — начале 1960-х гг.». В 1977 году защитил докторскую диссертацию «Лейбористская партия в социально-политической системе Великобритании».
Заведовал сектором, был главным научным сотрудником ИМЭМО РАН. Руководитель исследовательских проектов ИМЭМО: «Группы интересов и государство»; «Корпорация „Лукойл“ как социальный и политический актор».
Профессор кафедры публичной политики Высшей школы экономики (учебные курсы: «Крупная корпорация как субъект публичной политики», «Интеграционные процессы в публичной политике на примере ЕС»).

## Научная деятельность
Профессиональные интересы: политические системы Запада и России, группы интересов, российские корпорации и ТНК в политическом процессе.
Исследователь проблем корпоративизма в современной России. Исходной концептуально-теоретической базой его исследований по данной проблематике является концепция групп интересов, которая разрабатывается западной политологией с первых десятилетий XX в. и продолжает разрабатываться поныне. Подчеркивает роль микрокорпоративизма, в рамках которого государство взаимодействует с отдельными компаниями и корпорациями, а не с отраслевыми и общенациональными предпринимательскими ассоциациями и профсоюзами. Одновременно обращает внимание на роль (в ряде случаев возросшую) «комитетской системы», являющейся основным институциональным звеном современной системы функционального представительства. Подчеркивает также особое значение данных учреждений в условиях снижения роли партийно-электоральных механизмов политического управления. Считает, что в условиях России, где эти механизмы крайне слабы, «комитетской системе», основанной на демократических принципах формирования и функционирования, могло бы принадлежать особое место в создании эффективных органов государственного управления.

## Основные работы
Книги
- Лейбористская партия в социально-политической системе Великобритании. М.: Наука. 1976.
- Современный капитализм: политические отношения и институты власти. М.: Наука, 1984. (отв. редактор, автор введения, заключения, II, III, V глав).
- Политические сдвиги в странах Запада. М.: Наука, 1989. (отв. редактор, автор введения, I, III глав).
- Западноевропейская социал-демократия: поиски обновления. М.: Наука, 1989. (отв. редактор, автор введения, заключения, I, IV глав).
- Современный консерватизм. М.: Наука, 1992. (отв. редактор, автор IV главы).
- Тэтчэр и тэтчеризм. М.: Наука. 1996.
- Группы интересов и Российское государство. М., 1999 (в соавт. с Н. Ю. Лапиной и И. С. Семененко; руководитель авторского коллектива, автор введения, заключения и ряда глав).
- Тони Блэр, М.: ИНИОН, 1999.
- Крупная корпорация как социально-политический институт. М.:ИМЭМО, 2000. 139 с.
- Корпорации, общество, государство: эволюция отношений. М.: Наука, 2003.
- Крупная корпорация как субъект публичной политики. М.: ГУ ВШЭ, 2006.
- Корпоративное гражданство. Концепции, мировая практика и российские реалии. М.: Прогресс-Традиция, 2008 (в соавт. с И. С. Семененко)
- Политическая система России в мировом контексте. Институты и механизмы взаимодействия. М.: РОССПЭН, 2011.
- Великая Тэтчер. «Железная Леди» М.: Эксмо, 2012 (в соавт. с А. А. Терентьевым)
  - 2-е изд. 2014 под загл. «Самая влиятельная женщина. „Железная леди“ Маргарет Тэтчер»

Статьи
- Западная социал-демократия на рубеже веков // Мировая экономика и международные отношения. 1999. № 6-7.

Автор глав в коллективных монографиях, статей в журналах «ПолИс», «МЭиМО», «Полития».